# Denis Buntić
Denis Buntić (Ljubuški, 13 novembre 1982) è un ex pallamanista croato.

## Palmarès
- Giochi olimpici

Londra 2012: bronzo.
- Mondiali

Tunisia 2005: argento.
Croazia 2009: argento.
- Europei

Austria 2010: argento.
Serbia 2012: bronzo.
- Giochi del Mediterraneo

Almería 2005: argento.